# Pillaia
Pillaia är ett släkte av fiskar. Pillaia ingår i familjen Chaudhuriidae.
Arter enligt Catalogue of Life:
- Pillaia indica
- Pillaia kachinica